# 扎比内·勒特尔
扎比内·勒特尔（德語：Sabine Röther，1957年6月17日—），德国前女子手球运动员。她曾代表东德女子国家队参加1980年夏季奥林匹克运动会手球比赛，获得一枚铜牌。